# Sadko søger lykken
Sadko søger lykken (russisk: Садко) er en sovjetisk film fra 1952 af Aleksandr Ptusjko.

## Medvirkende
- Sergej Stoljarov som Sadko
- Alla Larionova som Lyubava
- Ninel Mysjkova
- Boris Surovtsev som Ivasjka
- Mikhail Trojanovskij som Trifon